# Ofendículo

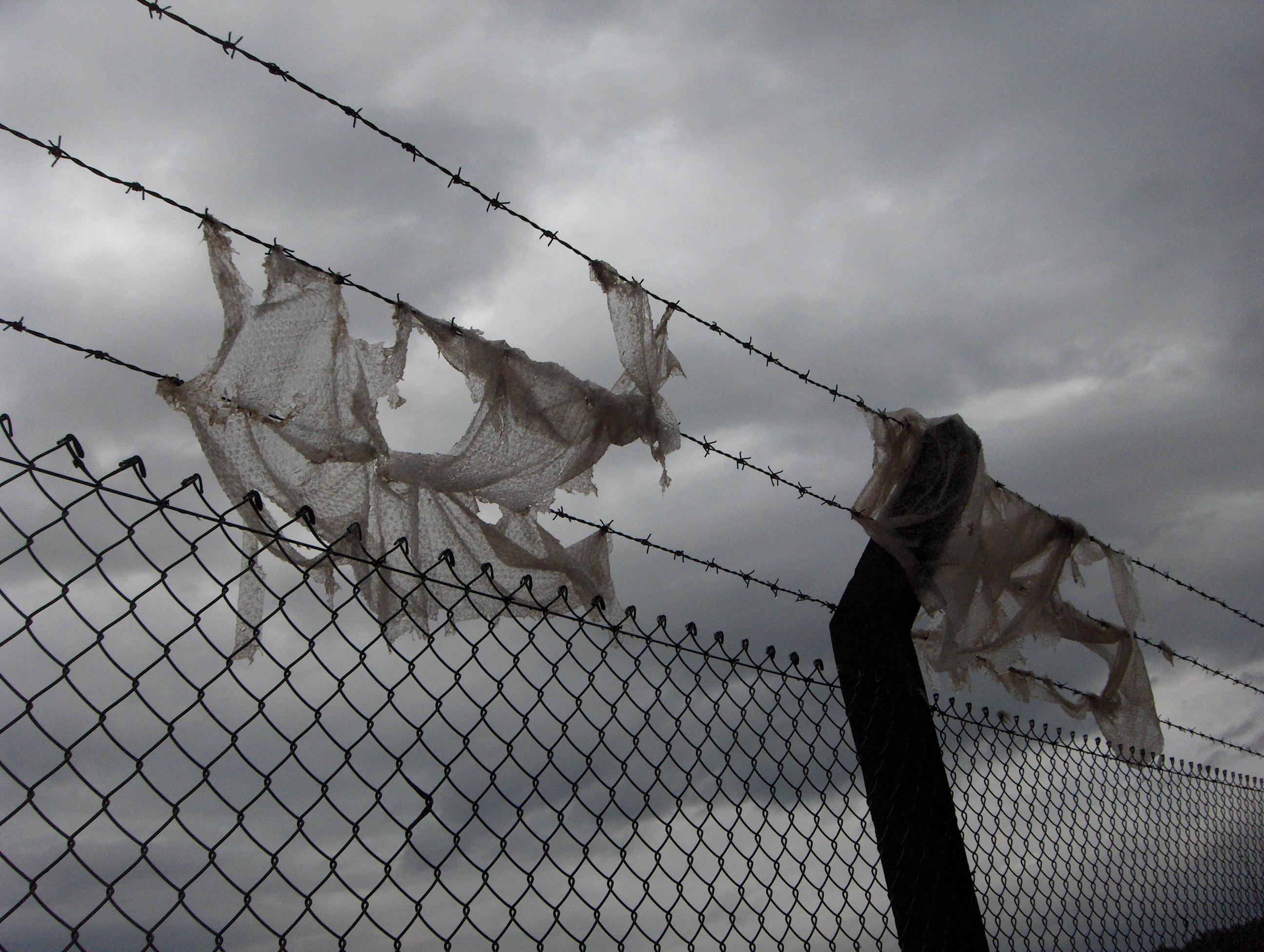
El alambre de púas es un ejemplo de ofendículo.

Los ofendículos o defensas predispuestas son todos aquellos obstáculos o impedimentos que el propietario de una finca coloca en los límites de la misma para impedir que personas extrañas se introduzcan en la propiedad. Si existe alguien que lo intente, normalmente resulta dañado por el obstáculo: de esta manera se protegen los bienes jurídicamente tutelados.
Los ofendículos se consideran una forma específica de legítima defensa, por lo que se exige que respondan a una agresión real y que la respuesta sea proporcional. Es necesario que los mecanismos tengan la notoriedad suficiente y cierta estrategia para que no puedan dañar más que a las personas que pretendan introducirse. De no ser así podrían responder por la comisión de un delito.